# Espinasse (Cantal)
Espinasse település Franciaországban, Cantal megyében. Lakosainak száma 79 fő (2022. január 1.). Espinasse Chaudes-Aigues, Jabrun, Lieutadès, Sainte-Marie és Neuvéglise-sur-Truyère községekkel határos.

## Népesség
A település népességének változása:
| Lakosok száma | 148  | 123  | 92   | 75   | 72   | 78   | 82   | 79   | 77   | 79   |
|               | 1968 | 1982 | 1990 | 2006 | 2013 | 2015 | 2017 | 2019 | 2020 | 2022 |